# Spirotropis stirophora
Spirotropis stirophora é uma espécie de gastrópode do gênero Spirotropis, pertencente a família Drilliidae.